# 埃及記述
《埃及記述》（法語：Description de l'Égypte；又譯《埃及記行》）是一系列有關埃及的學術出版物。它于1809年首次出版，並一直持续到1829年，其目的是對古代埃及、近代埃及及其自然历史的所有已知知識進行系統分類。这由大约160位学者和科学家、2000名艺术家和技术人员（其中包括400名雕刻师）共同完成。他们大多曾伴随拿破崙·波拿巴在1798年至1801年远征埃及。
法國考古學家维旺·德农於1799年7月從上埃及回到開羅，向拿破崙報告他的見聞，並以畫稿作爲證明。拿破崙於是指定成立兩個由學者組成的特別委員會，負責測量德儂見過的遺跡，並且將之畫下來，以便繼續研究。這兩個委員會馬上前往上埃及，蒐集了《埃及記行》這部鉅著的資料。《埃及記行》是集體撰寫的，掛名的作者，就是「東征軍科學與藝術委員會」（Commission des sciences et des arts de l’armée de l’Orient）。
該作品的全称是 （埃及記述，或是法国军队远征期间在埃及的觀察和研究大觀）。本系列大约有50幅地图，這是埃及、叙利亚和巴勒斯坦地區首次被基于三角测量而繪成的地图，在19世纪的大部分时间里，這些地图被用作该地区大多数繪圖和地理研究的基础。

## 外部連結
- Description de l'Egypte, Taschen, 2002, ISBN 3-8228-2168-3
- Atlas of Ancient Egypt, John Baines & Jaromir Malek, The American University in Cairo Press, 2002, ISBN 977-424-704-3
- Danish Royal Library 1（页面存档备份，存于）
- Bibliothèque nationale de France (Gallica) 1（页面存档备份，存于）
- The International Napoleonic Society, Internet Article: The Napoleonic Institute of Egypt, Melanie Byrd 1 （页面存档备份，存于）
- Al-Ahram Weekly On-line, Internet Article: The true father of Egyptology, John Rodenbeck 1